# Cadlina modesta
Cadlina modesta är en snäckart som beskrevs av Frank Mace MacFarland 1966. Cadlina modesta ingår i släktet Cadlina och familjen Chromodorididae. Inga underarter finns listade i Catalogue of Life.